# Ivar Rennerfelt
Ivar Rennerfelt, född 19 mars 1874 i Torsåkers församling, Gävleborgs län, död 7 december 1949 i Danderyd, var en svensk ingenjör och uppfinnare. Han var far till botanikern Erik Rennerfelt.
Efter mogenhetsexamen 1892 genomgick Rennerfelt 1893–1896 Kungliga Tekniska högskolan i Stockholm och blev 1898 filosofie kandidat vid Uppsala universitet. Efter fortsatta universitetsstudier verkade han 1900–1901 som konstruktör vid Allgemeine Elektricitäts-Gesellschaft och Union Elektricitäts-Gesellschaft i Berlin samt reste därpå till USA, inom vars elektriska industri han snart intog en framskjuten ställning. Han var sålunda 1904–1909 överingenjör och vice president vid The Sterling Electric Motor Co. i Dayton, Ohio. 
Återkommen till Sverige 1909, var Rennerfelt en tid teknisk chef vid Arvika verkstäder, men ägnade sig snart uteslutande åt utvecklingen av den uppfinning, som gjorde hans namn känt, nämligen Rennerfelts elektriska ugn, en stjälpbar elektrodugn för stålraffinering, smältning av stål till stålgjutgods, framställning av ferrolegeringar och annan metallsmältning. Denna ugn fick en avsevärd användning inom storindustrin såväl i Sverige som utomlands. Uppfinningen exploaterades av AB Elektriska ugnar i Stockholm, som även marknadsförde av Rennerfelt konstruerade ugnar för härdning och annan värmebehandling av stål. Han författade bland annat Den elektriska smältugnen. Historik (1920–1921).
Ivar Rennerfelt är gravsatt vid Norra krematoriet på Norra begravningsplatsen utanför Stockholm.